# Gonzalo Villar
Gonzalo Villar del Fraile (Murcia, 23 marzo 1998) è un calciatore spagnolo, centrocampista della Dinamo Zagabria.

## Caratteristiche tecniche
Centrocampista centrale dotato di buona tecnica, molto rapido e intelligente nello stretto, possiede molta qualità nella fase di palleggio. Il suo ruolo ideale è quello di mediano davanti alla difesa in un centrocampo a due o come vertice basso; anche se grazie alle sue discrete caratteristiche offensive, è stato schierato anche come trequartista centrale.

## Carriera

### Club

#### Elche e Valencia
Nato a Murcia, è cresciuto nelle giovanili dell'Elche. Il 4 gennaio 2015, a sedici anni, ha fatto il suo debutto in Segunda División B nell'Elche Ilicitano subentrando dalla panchina nella sconfitta per 0-3 contro l'UE Sant Andreu.
Il 28 agosto 2015 Villar viene acquistato dal Valencia CF per 175000 €, che lo inserisce nuovamente nella squadra giovanile. Nella stagione 2017-18 viene aggregato al Valencia Mestalla, dove guadagna un posto da titolare sotto la guida tecnica di Lubo Penev.
Il 9 luglio 2018 Villar ritorna all'Elche, stavolta nella squadra principale in Segunda División. Ha fatto il suo debutto nel calcio professionistico il 18 agosto, nello 0-0 casalingo contro il Granada.

#### Roma
Il 30 gennaio 2020 viene ufficializzato il suo trasferimento a titolo definitivo alla Roma, al prezzo di 4 milioni di euro più 1 di bonus. Due giorni dopo esordisce subentrando a Veretout contro il Sassuolo.
Dopo una prima stagione di adattamento in cui non ha giocato molto, nel 2020-2021 trova maggiore spazio, giocando anche da titolare, salvo poi avere un calo nel finale di stagione.
Con l'arrivo di José Mourinho le cose cambiano in negativo per lui che finisce ai margini della rosa, finendo pure in tribuna dopo una prestazione negativa contro il Bodø/Glimt in Conference League a ottobre.

#### Prestiti a Getafe e Sampdoria
Il 13 gennaio 2022 viene annunciato il suo acquisto a titolo temporaneo da parte del Getafe.
Di rientro nella capitale, l'8 agosto 2022 viene girato in prestito con diritto di riscatto alla Sampdoria.
Raccoglie 16 presenze totali prima di risolvere il prestito anticipatamente durante la sessione invernale di calciomercato il 13 gennaio 2023. Contestualmente ceduto nuovamente a titolo temporaneo (questa volta con obbligo di riscatto condizionato) al Getafe.
Il 30 giugno 2023, il club spagnolo deciderà di non riscattare il giocatore rimandandolo alla Roma.

#### Granada
Il 4 agosto 2023 viene ceduto a titolo definitivo al Granada, club neopromosso in Liga.

#### Dinamo Zagabria
Il 17 giugno 2025 viene acquistato dalla Dinamo Zagabria.

### Nazionale
Il 10 ottobre 2019 esordisce con la nazionale spagnola U-21 subentrando a Manu García nel corso della gara amichevole contro la Germania. Esordisce in una gara ufficiale contro il Montenegro nel corso delle qualificazioni al campionato europeo Under-21 del 2021, il 15 ottobre 2019. Nella stessa competizione gioca la sua prima gara da titolare contro l'Israele.
Nel marzo del 2020 viene convocato per partecipare alla fase a gironi del campionato europeo Under-21. Esordisce come titolare nella prima partita del girone contro la Slovenia del 24 marzo 2021 nella quale segna il suo primo gol con la maglia della Rojita. A fine competizione viene inserito nella squadra del torneo.
Il 6 giugno 2021 viene convocato per la prima volta in nazionale maggiore a seguito della positività al COVID-19 di Sergio Busquets. Due giorni dopo debutta nell'amichevole vinta 4-0 contro la Lituania.

## Statistiche

### Presenze e reti nei club
Statistiche aggiornate al 17 giugno 2025.
| Stagione                 | Squadra                  | Campionato               | Campionato | Campionato | Coppe nazionali | Coppe nazionali | Coppe nazionali | Coppe continentali | Coppe continentali | Coppe continentali | Altre coppe | Altre coppe | Altre coppe | Totale | Totale |
| Stagione                 | Squadra                  | Comp                     | Pres       | Reti       | Comp            | Pres            | Reti            | Comp               | Pres               | Reti               | Comp        | Pres        | Reti        | Pres   | Reti   |
| ------------------------ | ------------------------ | ------------------------ | ---------- | ---------- | --------------- | --------------- | --------------- | ------------------ | ------------------ | ------------------ | ----------- | ----------- | ----------- | ------ | ------ |
| 2014-2015                | Elche Ilicitano          | SDB                      | 1          | 0          | -               | -               | -               | -                  | -                  | -                  | -           | -           | -           | 1      | 0      |
| 2016-2017                | Valencia Mestalla        | SDB                      | 1          | 0          | -               | -               | -               | -                  | -                  | -                  | -           | -           | -           | 1      | 0      |
| 2017-2018                | Valencia Mestalla        | SDB                      | 31         | 2          | -               | -               | -               | -                  | -                  | -                  | -           | -           | -           | 31     | 2      |
| Totale Valencia Mestalla | Totale Valencia Mestalla | Totale Valencia Mestalla | 32         | 2          |                 | -               | -               |                    | -                  | -                  |             | -           | -           | 32     | 2      |
| 2018-2019                | Elche                    | SD                       | 15         | 0          | CR              | 2               | 1               | -                  | -                  | -                  | -           | -           | -           | 17     | 1      |
| 2019-gen. 2020           | Elche                    | SD                       | 20         | 1          | CR              | 2               | 0               | -                  | -                  | -                  | -           | -           | -           | 22     | 1      |
| Totale Elche             | Totale Elche             | Totale Elche             | 35         | 1          |                 | 4               | 1               |                    | -                  | -                  |             | -           | -           | 39     | 2      |
| gen.-ago. 2020           | Roma                     | A                        | 9          | 0          | CI              | 0               | 0               | UEL                | 2                  | 0                  | -           | -           | -           | 11     | 0      |
| 2020-2021                | Roma                     | A                        | 33         | 0          | CI              | 1               | 0               | UEL                | 13                 | 0                  | -           | -           | -           | 47     | 0      |
| 2021-gen. 2022           | Roma                     | A                        | 0          | 0          | CI              | 0               | 0               | UECL               | 6                  | 0                  | -           | -           | -           | 6      | 0      |
| Totale Roma              | Totale Roma              | Totale Roma              | 42         | 0          |                 | 1               | 0               |                    | 21                 | 0                  |             | -           | -           | 64     | 0      |
| gen.-giu. 2022           | Getafe                   | PD                       | 10         | 0          | CR              | -               | -               | -                  | -                  | -                  | -           | -           | -           | 10     | 0      |
| 2022-gen. 2023           | Sampdoria                | A                        | 15         | 0          | CI              | 1               | 0               | -                  | -                  | -                  | -           | -           | -           | 16     | 0      |
| gen.-giu. 2023           | Getafe                   | PD                       | 16         | 0          | CR              | -               | -               | -                  | -                  | -                  | -           | -           | -           | 16     | 0      |
| Totale Getafe            | Totale Getafe            | Totale Getafe            | 26         | 0          |                 | -               | -               |                    | -                  | -                  |             | -           | -           | 26     | 0      |
| 2023-2024                | Granada                  | PD                       | 35         | 1          | CR              | 1               | 0               | -                  | -                  | -                  | -           | -           | -           | 36     | 1      |
| 2024-2025                | Granada                  | SD                       | 37         | 2          | CR              | 3               | 0               | -                  | -                  | -                  | -           | -           | -           | 29     | 2      |
| Totale Granada           | Totale Granada           | Totale Granada           | 72         | 3          |                 | 4               | 0               |                    | -                  | -                  |             | -           | -           | 65     | 3      |
| Totale carriera          | Totale carriera          | Totale carriera          | 223        | 6          |                 | 10              | 1               |                    | 21                 | 0                  |             | -           | -           | 243    | 7      |

### Cronologia presenze e reti in nazionale
| Cronologia completa delle presenze e delle reti in nazionale ― Spagna | Cronologia completa delle presenze e delle reti in nazionale ― Spagna | Cronologia completa delle presenze e delle reti in nazionale ― Spagna | Cronologia completa delle presenze e delle reti in nazionale ― Spagna | Cronologia completa delle presenze e delle reti in nazionale ― Spagna | Cronologia completa delle presenze e delle reti in nazionale ― Spagna | Cronologia completa delle presenze e delle reti in nazionale ― Spagna | Cronologia completa delle presenze e delle reti in nazionale ― Spagna |
| Data                                                                  | Città                                                                 | In casa                                                               | Risultato                                                             | Ospiti                                                                | Competizione                                                          | Reti                                                                  | Note                                                                  |
| --------------------------------------------------------------------- | --------------------------------------------------------------------- | --------------------------------------------------------------------- | --------------------------------------------------------------------- | --------------------------------------------------------------------- | --------------------------------------------------------------------- | --------------------------------------------------------------------- | --------------------------------------------------------------------- |
| 8-6-2021                                                              | Leganés                                                               | Spagna                                                                | 4 – 0                                                                 | Lituania                                                              | Amichevole                                                            | -                                                                     | 74’                                                                   |
| Totale                                                                |                                                                       | Presenze                                                              | 1                                                                     |                                                                       | Reti                                                                  | 0                                                                     |                                                                       |

| Cronologia completa delle presenze e delle reti in nazionale ― Spagna under 21 | Cronologia completa delle presenze e delle reti in nazionale ― Spagna under 21 | Cronologia completa delle presenze e delle reti in nazionale ― Spagna under 21 | Cronologia completa delle presenze e delle reti in nazionale ― Spagna under 21 | Cronologia completa delle presenze e delle reti in nazionale ― Spagna under 21 | Cronologia completa delle presenze e delle reti in nazionale ― Spagna under 21 | Cronologia completa delle presenze e delle reti in nazionale ― Spagna under 21 | Cronologia completa delle presenze e delle reti in nazionale ― Spagna under 21 |
| Data                                                                           | Città                                                                          | In casa                                                                        | Risultato                                                                      | Ospiti                                                                         | Competizione                                                                   | Reti                                                                           | Note                                                                           |
| ------------------------------------------------------------------------------ | ------------------------------------------------------------------------------ | ------------------------------------------------------------------------------ | ------------------------------------------------------------------------------ | ------------------------------------------------------------------------------ | ------------------------------------------------------------------------------ | ------------------------------------------------------------------------------ | ------------------------------------------------------------------------------ |
| 10-10-2019                                                                     | Cordova                                                                        | Spagna under 21                                                                | 1 – 1                                                                          | Germania under 21                                                              | Amichevole                                                                     | -                                                                              | 56’                                                                            |
| 15-10-2019                                                                     | Podgorica                                                                      | Montenegro under 21                                                            | 0 – 2                                                                          | Spagna under 21                                                                | Qual. Europeo Under-21 2021                                                    | -                                                                              | 58’                                                                            |
| 14-11-2019                                                                     | Alcorcón                                                                       | Spagna under 21                                                                | 3 – 0                                                                          | Macedonia del Nord under 21                                                    | Qual. Europeo Under-21 2021                                                    | -                                                                              | 46’                                                                            |
| 19-11-2019                                                                     | Ramat Gan                                                                      | Israele under 21                                                               | 1 – 1                                                                          | Spagna under 21                                                                | Qual. Europeo Under-21 2021                                                    | -                                                                              | 46’                                                                            |
| 3-9-2020                                                                       | Skopje                                                                         | Macedonia del Nord under 21                                                    | 0 – 1                                                                          | Spagna under 21                                                                | Qual. Europeo Under-21 2021                                                    | -                                                                              | 55’                                                                            |
| 24-3-2021                                                                      | Maribor                                                                        | Slovenia under 21                                                              | 0 – 3                                                                          | Spagna under 21                                                                | Europeo Under-21 2021 - 1º turno                                               | 1                                                                              |                                                                                |
| 27-3-2021                                                                      | Maribor                                                                        | Italia under 21                                                                | 0 – 0                                                                          | Spagna under 21                                                                | Europeo Under-21 2021 - 1º turno                                               | -                                                                              | 44’ 56’                                                                        |
| 30-3-2021                                                                      | Celje                                                                          | Spagna under 21                                                                | 2 – 0                                                                          | Rep. Ceca under 21                                                             | Europeo Under-21 2021 - 1º turno                                               | -                                                                              | 73’                                                                            |
| 31-5-2021                                                                      | Celje                                                                          | Spagna under 21                                                                | 2 – 1 dts                                                                      | Croazia under 21                                                               | Europeo Under-21 2021 - Quarti di finale                                       | -                                                                              | 59’                                                                            |
| 2-6-2021                                                                       | Celje                                                                          | Spagna under 21                                                                | 0 – 1                                                                          | Portogallo under 21                                                            | Europeo Under-21 2021 - Semifinale                                             | -                                                                              | 82’                                                                            |
| Totale                                                                         |                                                                                | Presenze                                                                       | 10                                                                             |                                                                                | Reti                                                                           | 1                                                                              |                                                                                |

## Palmarès

### Individuale
- Squadra del torneo degli Europei Under-21: 1

Ungheria-Slovenia 2021